# La casa del tempo sospeso
La casa del tempo sospeso (Дом, в котором..., letteralmente "La casa, in cui...") è il primo romanzo della scrittrice armena Mariam Petrosyan. È considerato di genere realismo magico e racconta di un collegio, situato in una periferia di una anonima città, in cui vivono ragazzi disabili o abbandonati dalle loro famiglie, e delle avventure da loro vissute all'interno della Casa.
Petrosyan lavorò al romanzo durante un periodo di quasi 18 anni, intervallati da periodi in cui non scriveva nulla. In origine intendeva scrivere il libro solo per se stessa, e la sua pubblicazione è avvenuta in modo rocambolesco: diede il libro da leggere ad una amica a cui piacque così tanto che lo consigliò al proprio figlio. Il ragazzo lo diede ad un amico che lo fece conoscere ai propri genitori e al fratello, quindi passò alla fidanzata di quest'ultimo grazie alla quale finì nelle mani di un editore.
Il libro è stato pubblicato in lingua russa nel 2009 ed è diventato subito un bestseller ottenendo numerosi premi e nomination: nel 2010 è stato tra i finalisti del Russkij Booker e ha vinto il Russian Student Booker Award, il Russian Literary Award for the best novel e il bronzo al Big Book Russian National Literary Prize scelto in base ai voti dei lettori.
Negli anni successivi il romanzo è stato tradotto in oltre 10 lingue. In lingua italiana è stato pubblicato nel 2011 da Salani con il titolo La casa del tempo sospeso.

## Edizioni nelle diverse lingue
- Russo: Дом, в котором... (Livebook/Gajatri, 2009)[7]
- Italiano: La casa del tempo sospeso (Adriano Salani Editore, 2011)[8]
- Ungherese: Abban a házban (Magvető Könyvkiadó, 2012)[9]
- Polacco: Dom, w którym... (Wydawnictwo Albatros A. Kuryłowicz, 2013)[10]
- Lettone: Nams, kurā...  (Jāņa Rozes apgāds, 2013)[11]
- Spagnolo: La casa de los otros (Edhasa, 2015)[12]
- Francese: La Maison dans laquelle (Monsieur Toussaint Louverture, 2016)[13]
- Ceco: Dům, ve kterém (Fragment, 2016)[14]
- Macedone: Домот во кој... (2016)[15]
- Inglese: The Gray House (AmazonCrossing, 2017)[16]
- Bulgaro: Домът, в който... (Hermes, 2018, pubblicato come trilogia)[17]
- Ucraino: Дiм, в якому... (Knigolav, 2019)[18]